# William Dodge
William Longstreth "Bill" Dodge, född 7 januari 1925, död 7 juli 1987, var en amerikansk bobåkare.
Dodge blev olympisk bronsmedaljör i fyrmansbob vid vinterspelen 1956 i Cortina d'Ampezzo.